# Резиденция на френския посланик в София
Резиденцията на френския посланик в София (къщата на Анджело Куюмджийски) се намира на улица „Оборище“ №27 в район Оборище, София.

## История

### Къща на Ангел Куюмджийски
Къщата е построена през 1929 г. за банкера и предприемач Ангел Куюмджийски от бюрото на архитектите Тодор Златев и Димитър Коев. Построена е в стил необарок, заради което приятелите на Куюмджийски смятат, че тя не отговаря на съвременните архитектурни тенденции. Това кара Куюмджийски да построи нова къща на ул. „Велико Търново“, по проект на архитектите Белковски и Данчов.

### Резиденция на френския посланик
В 1934 г. Куюмджийски продава къщата на Франко-белгийската банка, управлявана от него. Тя е наета от правителството на Франция за френска легация в София, през февруари 1936 г. е закупена и сега е  резиденция на посланика на Франция. Съседната сграда – къщата на Емми Горас и Димитър Шаранков, е закупена от Франция по същото време и в нея са настанени дипломатическите канцеларии; сега тя е посолство на Франция.
Къщата е разположена в голям двор. Оградата от страната на ул. „Оборище“ е изработена от ковано желязо с красиви детайли по нея. Върху фасадата на къщата са използвани мотиви от необарока – ъглова рустика, апликирани елементи, масивен корниз, над който се издига мансардата. Украсата е семпла, направена от гипсови орнаменти. Външната мазилка е гладка, в ъглите е фугирана, мансардата е с ламаринена обшивка от типа „рибени люспи“. Прозорците са с дървени щори.
В салона и кабинета са изградени мраморни камини, а етажите се свързват с еднораменна дървено стълбище.
Интериорът се състои от мебели и картини от XVIII и XIX в., статуетки от севърски порцелан, старинни сребърни предмети, стенни гоблени и лампиони. До главния салон е разположена с изглед към улицата една от малките приемни. В главния салон е окачен портрет на френския дипломат в София, спасител на много осъдени участници в Априлското въстание Леандър Франсоа Рьоне Льо Ге. В него се помещава и голяма библиотека от кестен.
Трапезарията е разположена от дясната страна на главния салон. На 20 януари 1989 г. в нея се състои закуската с френския президент Франсоа Митеран, на която присъстват Блага Димитрова, Желю Желев, Николай Василев, Радой Ралин, Копринка Червенкова, акад. Алексей Шелудко, Стефан Продев, Йордан Радичков, Ивайло Петров, Барух Шамлиев, Анжел Вагенщайн и Светлин Русев.
На втория етаж се намира министерският апартамент, който се ползва само от високопоставени гости.
По време на управлението на посланик Етиен дьо Понсен е извършен основен ремонт на сградата и градината.
От 1978 г. сградата е архитектурно-строителен художествен паметник на културата с местно значение, а от 1998 г. е с национално значение.